# Booriana
| Recensione      | Giudizio |
| --------------- | -------- |
| La casa del rap |          |

Booriana è il sesto album in studio del rapper italiano Enigma, pubblicato il 5 aprile 2019.

## Tracce
Testi di Marcello Scano, eccetto dove indicato, musiche di Marcello Scano e Gabriele Deriu.
1. Misunderstanding – 2:46
2. Pensieri nomadi (feat. Shade) – 2:12 (testo: Marcello Scano, Vito Ventura)
3. Booriana Soul Groove – 2:11
4. Paracadute (feat. Emis Killa) – 3:03 (testo: Marcello Scano, Emiliano Giambelli)
5. Ninjutsu – 2:08
6. Mia (feat. Ghemon) – 2:22 (testo: Marcello Scano, Giovanni Luca Picariello)
7. Fase REM – 3:08
8. Apatia (feat. Inoki) – 2:29 (testo: Marcello Scano, Fabiano Ballarin)
9. Graal – 2:53
10. Ricordami di te (feat. Claver Gold & Tormento) – 3:34 (testo: Marcello Scano, Daycol Orsini, Massimiliano Cellamaro)
11. Indifesi – 4:17
12. Knock Knock Out (feat. Anagogia) – 2:28 (testo: Marcello Scano, Marco Maniezzi)
13. 07026 – 2:28

## Formazione
Musicisti
- Enigma – voce, produzione, arrangiamento
- Kaizén – produzione, missaggio, registrazione
- Shade – voce aggiuntiva (traccia 2)
- Emis Killa – voce aggiuntiva (traccia 4)
- Ghemon – voce aggiuntiva (traccia 6)
- Inoki – voce aggiuntiva (traccia 8)
- Claver Gold, Tormento – voci aggiuntive (traccia 10)
- Anagogia – voce aggiuntiva (traccia 12)
- Patrick Carinci – mastering

## Classifiche
| Classifica (2019) | Posizione massima |
| ----------------- | ----------------- |
| Italia            | 4                 |